# Pistolet Langenhan
FL Selbstlader – niemiecki pistolet samopowtarzalny, produkowany w latach 1915–1919. Całość produkcji ok. 50 000 egzemplarzy przeznaczona była na potrzeby armii niemieckiej w okresie I wojny światowej. Mimo że nie był przeznaczony na rynek cywilny, duże ilości tej broni trafiły nań po roku 1918.
Pistolet produkowany był w firmie Freidricha Langenhana, która nie miała żadnego doświadczenia w produkcji broni samopowtarzalnej. Dlatego też pistolet Langenhan ma bardzo poważną wadę konstrukcyjną. Zamek przymocowany jest do strzemienia jedną śrubą, która w łatwy sposób może się złamać podczas strzelania. W konsekwencji wyrwany z obudowy zamek odrzucony zostaje do tyłu raniąc strzelca. Broń ma bezpiecznik nastawny umieszczony w tylnej części zamka.